# Peire Raimon de Tolosa
Peire Raimon de Tolosa o Toloza (fl. 1180-1220) è stato un trovatore francese proveniente da una famiglia di mercanti di Tolosa.
Viene variamente citato come lo Viellz ("il Vecchio") e lo Gros ("il Grasso"), sebbene questi appellativi qualcuno li crede riferiti a due persone diverse. D'altra parte, lo Viellz potrebbe riferirsi al suo appartenere a una  generazione più antica di trovatori. Di Peire Ramon sopravvivono diciotto poesie e una canso con melodia.

## Biografia e opere
Il nome di Peire Ramon (come Petrus Raimundus) appare in due documenti di Tolosa, risalenti al 1182 e al 1214. Secondo la sua vida, diventa menestrello e viaggia arrivando alla corte di Alfonso II di Aragona, il quale lo accoglie con grande onore. Il primo componimento databile di Peire Ramon è un planh scritto per la morte del re Enrico il Giovane nel 1183. In base alla sua vida Peire passa "un lungo periodo" alle corti di Alfonso, Guglielmo VIII di Montpellier, e di un certo "Conte Raimondo", il quale potrebbe riferirsi a Raimondo V di Tolosa o, più probabilmente, Raimondo VI. Trascorse inoltre un periodo in Italia (Lombardia e Piemonte), alle corti di Tommaso I di Savoia, Guglielmo Malaspina e Azzo VI d'Este. La figlia di Azzo, Beatrice, era la destinataria di una delle poesie di Peire. Alla fine Peire si stabilisce con la moglie a Pamiers e quivi morì.
Peire era reputato un cantore e un compositore di cansos. La sua opera è caratterizzata da temi riguardanti la natura e da uno stile ermetico. Imitava i trovatori Cadenet e Arnaut Daniel ed era a sua volta imitato da Bertran de Born, soprattutto per quanto riguarda il suo uso di immagini naturalistiche. Bertran arrivò addirittura a copiare un'intera stanza della poesia di Peire "No.m puesc sofrir d'una leu chanso faire". In "Us noels pessamens", Peire inoltre anticipa il poeta toscano Dante Alighieri. Peire si duole della sua amante, che sembra prima voler accennare a un'intesa, ma poi si mostra restia, quando dice:
e ciò che lei promette non mi dona;
chi il grande bene non è avvezzo
ad avere, meglio sa l'affanno
sopportare, e ciò è bello e buono,
ché più pena gli darebbe la sciagura
quando della sua felicità si sovviene.»
L'unica melodia di Peire sopravvissuta è fiorita (florid) come quella di Cadenet e meno melismatica di quella di Daniel. Il suo stile impiega un insolito alto numero di grandi intervalli, compresi tritoni. La poesia con la melodia viene costruita su una innovativa metafora: